# Chondrostoma regium
Chondrostoma regium es una especie de peces de la familia de los Cyprinidae en el orden de los Cypriniformes.

## Hábitat
Es un pez de agua dulce.

## Distribución geográfica
Se encuentra al sur de Anatolia (Turquía) y en el Oriente Próximo (cuencas de los ríos Tigris y Éufrates ).